# Alejandro Reino
Alejandro Reino Sarmiento (Las Palmas de Gran Canaria, 3 de enero de 1935–3 de enero de 2018) fue un pintor, ilustrador y fotógrafo español. Aunque cultivó diversos géneros, fue considerado un gran maestro del retrato a nivel internacional. En 2018, fue reconocido como Hijo predilecto de la ciudad, a título póstumo, por el Ayuntamiento de Las Palmas de Gran Canaria.

## Trayectoria
Se formó como locutor en Radio Las Palmas y participó en la fundación de la emisora Radio Atlántico en 1953, donde realizaba programas de música. Sus inicios en la pintura se produjeron de modo autodidacta. En 1955, se trasladó a la Península en el trasatlántico "Alcántara", junto a los pintores Manolo Millares y Manuel Padorno, y al escultor Martín Chirino.
Dos años más tarde, en 1957, expuso figurines de moda en la casa madrileña del artista César Manrique. La repercusión de la muestra le propició conocer al diseñador de moda Cristóbal Balenciaga, con quien trabajó y viajó a París (Francia), donde estableció amistad con el también diseñador Yves Saint Laurent. El pintor y empresario Fernando Zóbel fue quien acercó a Reino al grupo de artistas abstractos El Paso y a la figura de Manolo Millares. También formó parte del grupo artístico Zaj, exponiendo con el colectivo en el Instituto Cervantes de Roma (Italia).
Expuso en diferentes galerías de Madrid y Barcelona, en España, de París en Francia y de Nueva York en Estados Unidos. Viajó y cambió frecuentemente de residencia, viviendo en París, en Roma, en Estoril (Portugal) y, finalmente, en Marrakech (Marruecos), donde se estableció por largo tiempo antes de regresar a su ciudad natal.
Sus cuadros se encuentran en colecciones tales como la de SS. MM. los Reyes de España, Fernando Zóbel, Rochild, S. M. el Rey Hassan II de Marruecos, Melon Bank (USA), Mohamed VI de Marruecos, Yves Saint Laurent, Banca Comercial de Marruecos, Manolo Millares, Gobierno de Canarias, Paul y Talitha Guetty, Arndt vol Bolen Krupp, Bill Willys, Embajador Príncipe Bandar ben Sultan de Arabia Saudita, Serge Lutens, Francesco Smalto, Rey Simeón de Bulgaria, Rey Fahd de Arabia Saudita, Príncipe Sultán ben Abdul Aziz, Rey Abdullah, etc. En Canarias realizó los retratos de numerosos presidentes de la Comunidad Autónoma y del Cabildo Insular de Gran Canaria.
Fue un pintor de amplia trayectoria nacional e internacional. Abordó diversos géneros, pero es el retrato, con el que fue considerado, un gran maestro a nivel mundial. Fue cofundador del Museo Abstracto de Cuenca. En los inicios del siglo XXI se volcó en las nuevas tecnologías, especializándose en la fotografía digital. Su trayectoria vital y artística está recogida en el Diccionario Biográfico Español de la Real Academia de la Historia.

## Exposiciones (selección)
- 1959 – “Blanco y Negro”, exposición colectiva de la galería Darro (Madrid), con Manrique, Canogar, Chirino, Farreras, Ferrant, Gabino, Labra, Mampaso, Millares, Molezún, Rivera, Rueda, Saura, Serrano, Zóbel...
- 2007 – “Los dinteles de la muerte”, Centro Atlántico de Arte Moderno de Las Palmas de Gran Canaria (2006) y en el Centro Cultural La Vidriera de Camargo, en Santander.[1]
- 2009 – “Vanitas First Round”, en el Centro de Iniciativas de La Caja de Canarias (CICCA), Las Palmas de Gran Canaria.[8]
- 2010 – Feria internacional KIAF, con la Galería Saro León, en Seúl, Corea.[8]
- 2010 – “Et omnia vanitas” en el Centro de Arte La Regenta, Las Palmas de Gran Canaria.[9]
- 2015 – "Alejandro Reino: retratos", Fundación Mapfre Guanarteme, Las Palmas de Gran Canaria.[10]
- 2015 – "Desnudos", Centro de Artes Plásticas, Cabildo de Gran Canaria, Las Palmas de Gran Canaria.[8]

## Reconocimientos
En 2018 fue reconocido por el Ayuntamiento de Las Palmas de Gran Canaria, como Hijo predilecto de la ciudad, a título póstumo.
En 2023, parte de su obra fue recogida en la muestra titulada Isla de Arte. Una colección para el Museo de Bellas Artes de Gran Canaria organizada por el Cabildo Insular de Gran Canaria que recorría, a través de 250 piezas, la historia del arte en Canarias. Esta exposición fue acogida por la Casa de Colón, el Centro de Artes Plásticas y el Centro Atlántico de Arte Moderno para visibilizar la colección artística de esta entidad.